# Roger Ljung
Roger Ljung (Lomma, 8 gennaio 1966) è un procuratore sportivo ed ex calciatore svedese, di ruolo difensore, procuratore sportivo di calciatori.